# China Resources Holdings
China Resources Holdings Company Limited (kinesisk: 华润) eller China Resources er et kinesisk statsjet konglomerat, der ejer en række virksomheder i Kina.
Virksomheden blev etableret som Liow & Company (kinesisk: 聯和公司) i Hongkong i 1938. I 1948 skiftede den navn til China Resources Corporation (kinesisk: 華潤公司). I 1983 blev indarbejdet navnet China Resources Holdings Company Limited (kinesisk: 華潤(集團)有限公司).

## Datterselskaber
- China Resources Beer
- China Resources Beverage
- China Resources Enterprise
- CR Vanguard
- China Resources Power
- China Resources Land
- China Resources Gas (CR Petroleum Company Limited sold to Sinopec 2007)
- China Resources Cement
- China Resources Tower
- China Resources Beverage
- China Resources Alcohol Corporation
- Ng Fung Hong